# Khajī Kolā
Khajī Kolā (persiska: خَرجی كُلا, Kharjī Kolā, خجی كلا) är en ort i Iran.   Den ligger i provinsen Mazandaran, i den norra delen av landet, 140 km nordost om huvudstaden Teheran. Khajī Kolā ligger 13 meter över havet och antalet invånare är 357.
Terrängen runt Khajī Kolā är platt, och sluttar norrut. Runt Khajī Kolā är det tätbefolkat, med 286 invånare per kvadratkilometer. Närmaste större samhälle är Babol, 11,6 km nordost om Khajī Kolā. Trakten runt Khajī Kolā består till största delen av jordbruksmark.